# فرحان خان (لاعب كريكت)
فرحان خان (19 أكتوبر 1975 - ) هو لاعب كريكت باكستاني.